# Бычерылы
Бычерылы, или бычерылые скаты (лат. Rhinoptera), — род скатов семейства орляковых. Эти рыбы обитают в прибрежных тропических и субтропических водах. Название рода происходит от слов греч. ῥινός — «нос» и πτερόν — «крыло». У них характерное приплюснутое рыло с двумя небольшими шишками. Длина бычеролов в зависимости от вида колеблется от 86 см до 2,15 м.
Эти животные часто образуют стаи, насчитывающие сотни особей. Попадались группы восточноамериканских бычерылов (Rhinoptera bonasus), в которые входили десятки тысяч скатов. Бычерылов часто содержат в крупных аквариумах и океанографических музеях.

## Виды
- Rhinoptera adspersa Müller & Henle, 1841 — шероховатый бычерыл
- Rhinoptera bonasus (Mitchill, 1815) — восточноамериканский бычерыл
- Rhinoptera brasiliensis Müller, 1836 — бразильский бычерыл
- Rhinoptera javanica Müller & Henle, 1841 — яванский бычерыл
- Rhinoptera jayakari Boulenger, 1895
- Rhinoptera marginata (É. Geoffroy Saint-Hilaire, 1817) — средиземноморский бычерыл
- Rhinoptera neglecta Ogilby, 1912 — австралийский бычерыл
- Rhinoptera steindachneri Jenkins, 1891 — западноамериканский бычерыл